# Arvid Lindau

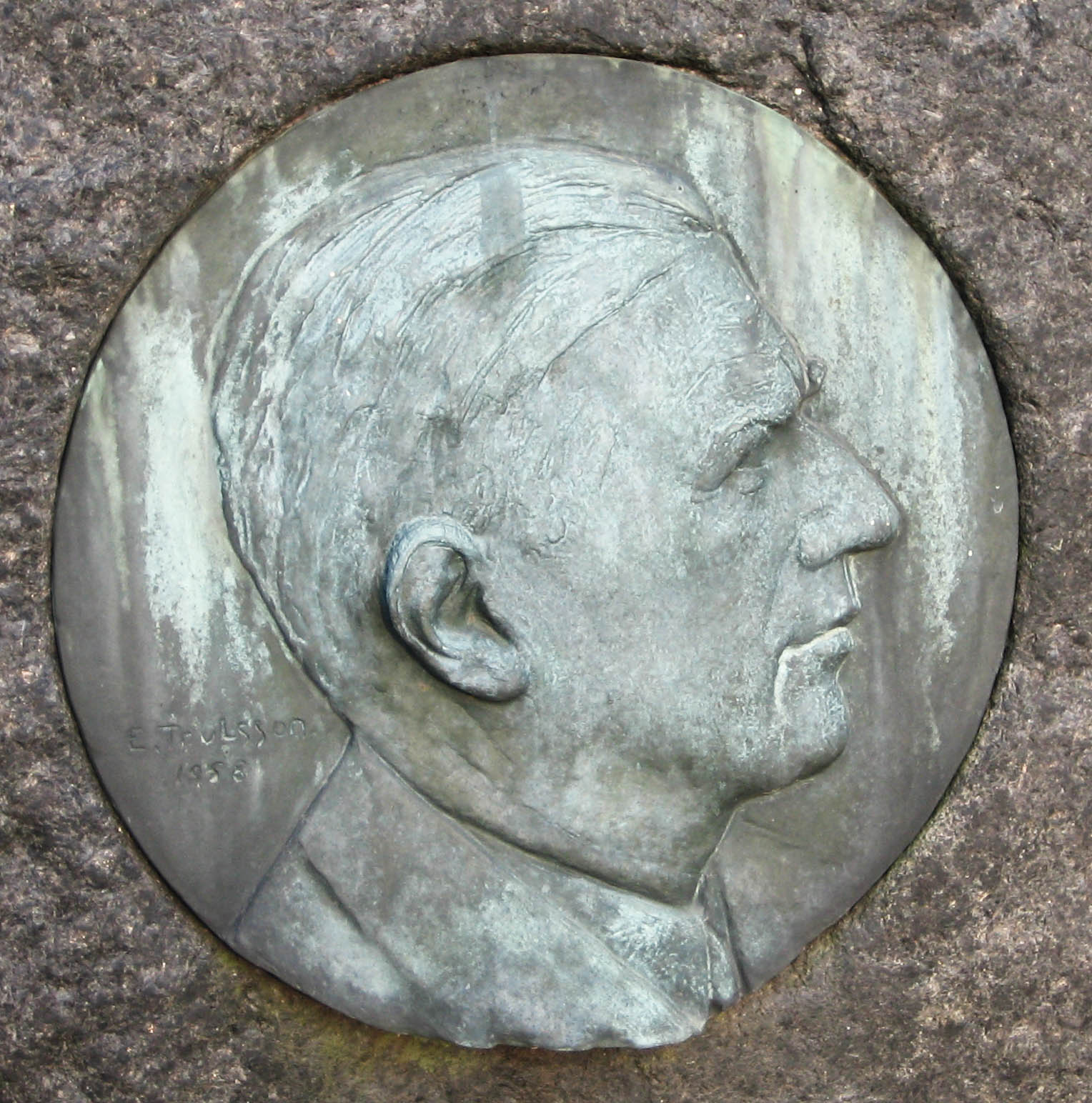
Arvid Lindau

Arvid Vilhelm Lindau (* 23. Juli 1892 in Malmö; † 7. September 1958 in Lund) war ein schwedischer Pathologe.
Lindau war von 1918 bis 1933 am Institut für anatomische Pathologie in Lund tätig. Im Jahr 1926 promovierte er mit der vielbeachteten Arbeit Studien über Kleinhirncysten. Bau, Pathogenese und Beziehungen zur Angiomatosis retinae, in der er Hämangiome des Kleinhirns beschrieb und deren Beziehung zu Angiomen der Retina aufzeigte, die im Jahr 1904 erstmals von Eugen von Hippel beschrieben wurden. Dieses von Lindau Angiomatose des zentralen Nervensystems genannte Krankheitsbild wird mittlerweile als Von-Hippel-Lindau-Syndrom bezeichnet.